# Tapiride
Tapiridae este o familie de mamifere perisodactile din subordinul Ceratomorpha, având un singur gen actual, Tapirus, cu cinci specii în viață.

## Taxonomie
Familia Tapiridae include 10 genuri:
- Nexuotapirus †
- Plesiocolopirus †
- Protapirus †
- Eotapirus †
- Palaeotapirus †
- Paratapirus †
- Tapiravus †
- Megatapirus †
- Miotapirus †
- Tapirus